# 찰스 탤벗 어니언스

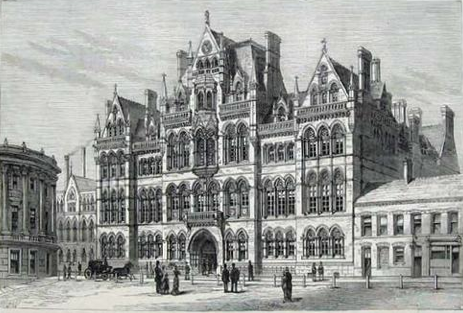
매이슨 사이언스 컬리지, 현재의 버밍엄 대학교

찰스 탤벗 어니언스(Charles Talbut Onions 또는 C. T. Onions, 1873년 9월 10일~1965년 1월 8일)는 영문법 학자이며, 사전 편찬자 그리고 옥스포드 영어사전의 4번째 편찬자이다. 일본과 대한민국에서는 영어 5형식 문형을 제시한 학자로 이들 나라의 영어 교육에 지대한 영향을 끼쳤다.

## 생애
어니언스는 버밍엄의 에지배스턴에서 금속 부조 세공사의 아들로 태어났다. 어니어스는 초기에 킹 에드워드 6세 캠프 힐 스쿨의 교장이었던 A. J. 스미스의 영향력을 받았다. 그곳에서 어니언스는 사전 편찬하는 일을 최초로 접하게 된다. 1892년 런던 매이슨 컬리지(이후의 버밍엄 대학교)에서 학사 학위를 받고, 1895년에 석사 학위를 받았다.
1895년 제임스 머레이는 《옥스포드 영어 사전》(Oxford English Dictionary)의 편찬 위원으로 어니언스를 초청했으며, 1914년에는 그의 독립적인 조교수 편찬 작업을 수행하게 된다.
그의 생애 대부분, 어니언스는 말을 더듬는 버릇으로 고생했다. 1907년 그는 안젤라 블리트만(1883–1941)과 결혼을 하였고, 일곱 명의 아들과 딸 셋을 얻었다. 제1차 세계대전 동안에는, 영국 해군 정보국에서 복무를 하였고, 이곳에서 그의 독일어 실력이 많은 도움이 되었다.
1911년 그의 《세익스피어 용어해설》(Shakespeare Glossary)이 출간되었고, 1933년에는 윌리엄 크레이기와 OED Supplement를 공동 편집하게 된다. 1922년 윌리엄 리틀의 사망으로, 그는 《간편 옥스포드 영어 사전》(Shorter Oxford English Dictionary)의 편집장이 된다.
어니언스는 옥스포트 모들린 컬리지의 문헌 책임자로서, 사서로서의 일을 하였다. 그는 또한 1929년부터 1933년까지 문헌학 학회의 회장이었고, 1938년에는 영국 학술원 특별 회원으로 선출되었다. OED의 만료로 옥스퍼드, 리즈와 그리고 버밍햄 대학 등에서 그에게 명예 학위를 수여하였다.
1934년 어니언스는 대영 제국 훈장 3등급(Commander of The Most Excellent Order of the British Empire)을 수여받았다. 1945년에는 R. W. 챔버스를 승계하여 초기 영어 텍스트 협회의 명예의장이 되었고, 그의 출판 프로그램을 확장시키기 위해 일했다. 1932년초부터 1956년까지 그는 중세 언어와 문학을 연구하는 학회지 〈메디움 애붐〉(Medium Aevum)의 편집자로 일을 했다. 어니언스의 마지막 20년은 대부분 《옥스퍼드 영어 어원 사전》(The Oxford Dictionary of English Etymology)(1966)을 완성시키기 위해 공헌했으며, 이 사전은 38,000 단어 이상을 다루었고, 그가 죽기 직전에 출판되었다.

## 저서
- 《옥스포드 영어 사전》 (Oxford English Dictionary)
- 1904년 《고등 영어 통사론》(An Advanced English Syntax) - 영어 5형식 문형의 개념을 제시한 책으로 이후 일본과 한국의 영어 교육에 지대한 영향을 줌.
- 1911년 《세익스피어 용어해설》(Shakespeare Glossary)
- 1933년 《간편 옥스포드 영어 사전》 (The Shorter Oxford English Dictionary)
- 1966년 《옥스퍼드 영어 어원 사전》(The Oxford Dictionary of English Etymology)

## 같이 보기
- 호소에 이쯔키 (細江, 逸記, 1884-1947)
- 조성식 (1922~2009)